# باین (ویرجینیای غربی)
باین (به انگلیسی: Bane) یک منطقهٔ مسکونی در ایالات متحده آمریکا است که در شهرستان وتزل، ویرجینیای غربی واقع شده‌است. باین ۲۵۲٫۹۹ متر بالاتر از سطح دریا واقع شده‌است.